# 黑普維爾 (喬治亞州)
黑普維爾（英語：Hapeville）是一個位於美國喬治亞州富爾頓縣的城市。

## 地理
黑普維爾的座標為33°39′45″N 84°24′37″W / 33.66250°N 84.41028°W，而該地的平均海拔高度為305米（即1001英尺）。

## 人口
根據2010年美國人口普查的數據，黑普維爾的面積為6.10平方千米，當中陸地面積為6.10平方千米，而水域面積為0.00平方千米。當地共有人口6373人，而人口密度為每平方千米1,044.75人。